# Giornata mondiale della libertà di stampa
L'Assemblea generale delle Nazioni Unite ha proclamato il 3 maggio Giornata mondiale della libertà di stampa, anche nota semplicemente come Giornata mondiale della stampa, per evidenziare l'importanza della libertà di stampa e ricordare ai governi il loro dovere di sostenere e far rispettare la libertà di parola sancita dall'Articolo 19 della Dichiarazione universale dei diritti umani del 1948 e celebrare l'anniversario della Dichiarazione di Windhoek, un documento sull'importanza fondamentale dei principi in difesa della libertà di stampa, del pluralismo e dell’indipendenza dei media promulgato dai giornalisti africani a Windhoek nel 1991.

## Storia
Cominciando nel 1993, le Nazioni Unite hanno iniziato a celebrare la Giornata mondiale della libertà di stampa conferendo dei premi e tenendo conferenze in tutto il mondo.
Nel 2018, una conferenza promossa dall'Alleanza delle Civiltà delle Nazioni Unite è stata cancellata. Sempre nel 2018, diverse testate giornalistiche si sono unite in favore di una campagna pubblicitaria, e vennero ricordati i giornalisti uccisi a Kabul. Il portale web di statistica Statista ha elaborato una mappa del livello della libertà di stampa nel mondo sulla base dei dati raccolti dall'ONG Reporter senza frontiere.

## Premi
L'UNESCO ricorda la Giornata mondiale della libertà di stampa conferendo il premio UNESCO/Guillermo Cano World Press Freedom Prize a individui, organizzazioni o istituzioni che hanno dato un contributo evidente alla difesa e/o al supporto della libertà di stampa ovunque nel mondo, specialmente quando essa è stata ottenuta in una situazione di pericolo. Istituito nel 1997, il premio è assegnato da una giuria indipendente di 14 giornalisti professionisti. I candidati vengono proposti da organizzazioni non governative regionali e internazionali che lavorano in favore della libertà di stampa e dagli stati membri dell'UNESCO.
Il nome del premio è stato scelto in onore di Guillermo Cano Isaza, un giornalista colombiano che venne ucciso mentre usciva dalla sede del suo giornale a Bogotà, El Espectador, il 17 dicembre 1986, da parte dei potenti baroni della droga della Colombia che erano stati offesi dai suoi articoli. Nel 2000, Cano è stato inserito tra i 50 Eroi della libertà di stampa nel mondo (International Press Institute World Press Freedom Heroes) del XX secolo dell'International Press Institute.

## Conferenze UNESCO
L'UNESCO celebra ogni anno la Giornata mondiale della libertà di stampa anche riunendo insieme giornalisti professionisti, organizzazione per la libertà di stampa agenzie delle Nazioni Unite per valutare lo stato della libertà di stampa in tutto il mondo e per discutere le possibili soluzioni adottabili nelle sfide del momento. Ogni conferenza è incentrata su un tema relativo alla libertà di stampa, inclusi buona amministrazione, copertura mediatica del terrorismo, impunità e ruolo dei media nei paesi che versano in una situazione post-bellica. Quella che segue è la lista delle conferenze che si sono tenute nel corso degli anni.
| Anno | Città          | Tema |
| ---- | -------------- | --- |
| 1998 | Londra         | "La libertà di stampa è la pietra angolare dei diritti umani"                                                                          |
| 1999 | Bogotà         | "Ere turbolente: Prospettive generazionali sulla libertà della stampa".                                                                |
| 2000 | Ginevra        | "Riportare le notizie in un mondo pericoloso: il ruolo dei media nei conflitti per accordi, riconciliazione e costruzione della pace". |
| 2001 | Windhoek       | "Combattere il razzismo e promuovere la diversità: il ruolo della stampa liberta".                                                     |
| 2002 | Manila         | "Seguire la guerra contro il terrorismo mondiale"                                                                                      |
| 2003 | Kingston       | "I media e i conflitti armati" |
| 2004 | Belgrado       | "Chi decide quanta informazione?" |
| 2005 | Dakar          | "Media e buona amministrazione" |
| 2006 | Colombo        | "I media come elemento chiave del cambiamento"                                                                                         |
| 2007 | Medellín       | "Le Nazioni Unite e la libertà di stampa"                                                                                              |
| 2008 | Maputo         | "Celebrazione dei principi fondamentali della libertà di stampa"                                                                       |
| 2009 | Doha           | "Dialogo, comprensione reciproca e rinconciliazione"                                                                                   |
| 2010 | Brisbane       | "Libertà d'informazione: il diritto di sapere".                                                                                        |
| 2011 | Washington     | "I media nel XXI secolo: nuove frontiere, nuove barriere".                                                                             |
| 2012 | Tunisi         | "Nuove voci: la libertà dei media aiuta a trasformare le società".                                                                     |
| 2013 | San José       | "Sicurezza di parlare: mettere al sicuro la libertà di espressione in tutti i media".                                                  |
| 2014 | Parigi         | "Libertà dei media per un futuro migliore: formare l'agenda di sviluppo post-2015".                                                    |
| 2015 | Riga           | "Lasciate prosperare il giornalismo! Verso delle migliori coperture, uguaglianza di genere e sicurezza dei media nell'era digitale".   |
| 2016 | Helsinki       | "Accesso all'informazione e libertà fondamentali"                                                                                      |
| 2017 | Giacarta       | "Menti decisive per tempi decisivi: il ruolo dei media nell'avanzamento delle società pacifiche, giuste e inclusive".                  |
| 2018 | Accra          | "Tenere sotto controllo il potere: media, giustizia e legalità".                                                                       |
| 2019 | Addis Ababa    | "Media per la democrazia: giornalismo ed elezioni in tempi di disinformazione".                                                        |
| 2020 | L'Aia          | "Per un giornalismo coraggioso e imparziale"                                                                                           |
| 2021 | Windhoek       | "L'informazione come bene pubblico" |
| 2022 | Punta del Este | "Il giornalismo sotto l'assedio digitale"                                                                                              |

### Esplicative
1. ↑  La conferenza si è tenuta insieme alla commemorazione del 10º anniversario della Dichiarazione di Windhoek. Nella stessa occasione è stato firmato l'African Charter on Broadcasting.

### Bibliografiche
1. ↑  (EN) Session 48, Verbatim Report 85 (PDF), su un.org, Assemblea generale delle Nazioni Unite, 20 dicembre 1993,  p. 29. URL consultato il 15 luglio 2008.
2. ↑  (EN) Session 48, Document 624. Report of the Economic and Social Council – Draft Decision II (PDF), su un.org, Assemblea generale delle Nazioni Unite, 17 dicembre 1993,  p. 22. URL consultato il 15 luglio 2008.
3. ↑   3 Maggio – Giornata internazionale per la libertà di stampa, su onuitalia.it. URL consultato il 2 luglio 2018.
4. ↑  (EN) Joel Simon, The absurdity of World Press Freedom Day: A brief history, su cjr.org, Columbia Journalism Review, 2 maggio 2018. URL consultato l'11 maggio 2018.
5. ↑  (EN) Alan C. Miller, NLP declines to accept terms for participation in U.N. agency event for World Press Freedom Day, su thenewsliteracyproject.org, 2 maggio 2018. URL consultato l'11 maggio 2018.
6. ↑  (EN) Charges of Censorship as U.N. Press Freedom Day Event Is Called Off, The New York Times, 3 maggio 2018, ISSN 0362-4331 (WC · ACNP). URL consultato l'11 maggio 2018.
7. ↑  (EN) Brian Stelter, 'Read more, listen more:' Newsrooms unite for World Press Freedom Day, su money.cnn.com, CNNMoney, 3 maggio 2018. URL consultato l'11 maggio 2018.
8. ↑  (EN) Slain Afghan journalists remembered on World Press Freedom Day, Arab News, 3 maggio 2018. URL consultato l'11 maggio 2018.
9. ↑  (EN) Tim Marcin, World Press Freedom Day 2018: Map of countries ranked by level of journalists' rights, Newsweek, 3 maggio 2018. URL consultato l'11 maggio 2018.
10. ↑  (EN) Dyfed Loesche, Growing Concern Over Animosity Towards Journalists, su statista.com, Statista, 25 aprile 2018. URL consultato l'11 maggio 2018.
11. ↑  (EN) Sylvie Coudray, UNESCO is seeking nominations for UNESCO/Guillermo Cano World Press Freedom Prize 2018 - DEADLINE 15 February, su unesco.org, 13 febbraio 2018. URL consultato il 12 maggio 2018.
12. ↑  (ES) Homicidio de Guillermo Cano Isaza, director de El Espectador, se considerará de lesa humanidad, su eltiempo.com, El Tiempo, 6 luglio 2010. URL consultato il 2 luglio 2018.
13. 1 2   Guillermo Cano, Colombia: World Press Freedom Hero (Honoured in 2000), su freemedia.at, International Press Institute. URL consultato il 31 gennaio 2012 (archiviato dall'url originale il 29 settembre 2011).
14. ↑  (EN) Previous celebrations -   United Nations Educational, Scientific and Cultural Organization, su unesco.org, UNESCO.
15. ↑  (EN) World Press Freedom Day 2016, su unesco.org, UNESCO.
16. ↑  (EN) World Press Freedom Day 2017, su unesco.org, UNESCO.
17. ↑  (EN) World Press Freedom Day 2018, su unesco.org, UNESCO.
18. ↑   Raffaella Menichini, World Press Freedom Day: giornalisti minacciati, si restringe la libertà di stampa, su repubblica.it, la Repubblica, 2 maggio 2018. URL consultato il 2 luglio 2018.